# Ragusäische Sprache
Ragusäisch oder Ragusanisch, nach Ragusa, dem romanischen Namen der Stadt Dubrovnik im heutigen Kroatien, im äußersten Süden der kroatischen Küste ist eine heute ausgestorbene Sprache. 
Ragusäisch wird linguistisch zumeist dem Dalmat(in)ischen untergeordnet, einer eigenständigen romanischen Sprache an der östlichen Adriaküste. 
Ragusa/Dubrovnik, eine jahrhundertelang eigenständige Seerepublik, wurde zumindest im Frühmittelalter in der eigentlichen Stadt von romanischer Bevölkerung dominiert. Auch wenn in der Überlieferung manches darauf hindeutet, dass historisch neben einer Abwehrhaltung gegenüber dem mehr und mehr vordringenden Kroatischen auch eine Ablehnung gegenüber dem venezianischen Italienischen, der Sprache der konkurrierenden Republik Venedig, verbreitet war, so sind die schriftlichen Überlieferungen des Ragusäischen spärlich. 
Noch 1470 wurde Ragusäisch in der Republik Ragusa bei Senatsdebatten verwendet. Das wird als administrative Maßnahme zur künstlichen Erhaltung der Sprache gesehen.